# 大卫·布什内尔
大卫·布什内尔（David Bushnell，1740年8月30日—1820年代1824年或1826年）是美国发明家、爱国者、美国最早的戰爭工程师、教师和医生之一，曾參與美國獨立戰爭。布什内尔发明了第一艘用于戰爭的潜艇海龜號潛艇。